# 库尔滨河
库尔滨河，位于中华人民共和国黑龙江省北部黑河市逊克县境内，是黑龙江右岸的一条支流。库尔滨河发源于逊克县南部小兴安岭山脉白鹿山南坡，蜿蜒向北流经新风林场、永绪经营林场（属于伊春市友好林业局管理），至逊克农场5分场54队东南进入库尔滨水库库区，出库后继续北流经克林镇大平台村、高山村、台山村、宝山乡宝山水电站、白石水电站、乌宋岗水电站、新兴鄂伦春族乡、车陆乡库尔滨村等地，最后于车陆乡利民村汇入黑龙江。河流全长221千米，河道比降2.29‰，流域面积4968平方千米，年均径流量9.83亿立方米。库尔滨河属于典型的山溪性河流。库尔滨河上游森林密布，河道弯曲，多急流险滩，下游地势低平，已开垦出较多耕地。库尔滨河易发生洪灾，春季冰雪融化后亦常有春汛发生。库尔滨河水能资源丰富，已建成4座小型水电站。库尔滨河上游设有大平台湿地自然保护区，属于红星湿地国家级自然保护区的核心区。库尔滨河两岸冬季常有雾凇现象，是逊克县著名旅游景观。